# 4391 Balodis
A 4391 Balodis (ideiglenes jelöléssel 1977 QW2) a Naprendszer kisbolygóövében található aszteroida. Nyikolaj Sztyepanovics Csernih fedezte fel 1977. augusztus 21-én.